# Kerns (Szwajcaria)
Kerns – miejscowość i gmina w środkowej Szwajcarii, w kantonie Obwalden.
Do gminy należy miejscowość Melchsee-Frutt.

## Demografia
W Kerns mieszka 6 380 osób. W 2021 roku 10,7% populacji gminy stanowiły osoby urodzone poza Szwajcarią. 

## Transport
Przez teren gminy przebiegają drogi główne nr 377 i nr 378. 